# Segarajaya
Segarajaya is een bestuurslaag in het regentschap Bekasi van de provincie West-Java, Indonesië. Segarajaya telt 14.071 inwoners (volkstelling 2010).